# شريان الشمال
طريق شريان الشمال هو طريق دولي يربط بين السودان ومصر، وله أهمية كبيرة في التجارة بين البلدين، ويربط عدد من المدن في شمال السودان ويمتد من مدينة أم درمان الي مدينة دنقلا في الولاية الشمالية.

## التاريخ
بدأت فكرة إنشاء الطريق منذ استقلال السودان، وأجريت الكثير من الدراسات لهذا الطريق في الفترة من عام 1960 حتى 1965، حيث أُنْجزت أول دراسة للطريق ووضعت إشارات عبارة عن قوائم حديدية على طول الطريق. تنوعت دراسات المشروع ما بين الجهد الحكومي لحكومة السودان والجهد الشعبي ففي عام 1986 تشكلت أول لجان شعبية لطريق شريان الشمال في المملكة العربية السعودية.

## الوصف والمسار
تم تشييد الطريق عن طريق شركة شريان الشمال للطرق والجسور، برئاسة المهندس الحاج عطا المنان، بطول يبلغ 500 كلم ، وافتتاح الطريق في عام 2001م، مسار الطريق يربط مناطق الولاية الشمالية مع بعضها (مروى، الدبة، دنقلا، حلفا) وكذلك مع ولاية الخرطوم، ويربط مع دولة مصر عبر معبر أرقين عند الحدود السودانية المصرية.

## إغلاق الطريق
في 27 يناير 2022 قام محتجون بإغلاق طريق شريان الشمال الذي يربط بين السودان ومصر، ما أدى إلى شلل شبه تام في حركة التجارة عبر المعابر البرية التي تربط البلدين، للضغط على الحكومة المركزية في الخرطوم لتلبية مطالبه.